# 清水伸太郎
清水 伸太郎（しみず しんたろう、1983年1月1日 - ）は、日本の実業家。東京都出身。株式会社ハウテレビジョン取締役。Liiga株式会社取締役。株式会社ログリオ取締役。セキュリア株式会社代表取締役。

## 経歴
1996年、ISHCMC卒業。2001年、暁星中学校・高等学校卒業。2005年、上智大学法学部国際関係法学科卒業。大学卒業後はゴールドマン・サックスに入社。2011年、UBSに入社。2013年、パシフィック・インベストメント・マネジメントに入社。2018年、ARDIANに入社。2020年、セキュリア株式会社設立、代表取締役に就任。。
2020年、株式会社ハウテレビジョンに入社。執行役員 社長室長、財務・経理部長、人事部長、経営戦略室長、コーポレート本部長などを歴任。2021年、同社取締役に就任。

## 人物
日本ファイナンス学会、戦略研究学会、サイバー防衛研究会（日本安全保障・危機管理学会）、日本航空機操縦士協会に所属。
ボストン・コンサルティング・グループ出身で実業家の清水万莉子は実妹。個人投資家として、株式・債券やベンチャー企業への出資などオルタナティブ資産への投資を行っている。